# قطعنامه ۱۲۹۳ شورای امنیت
قطعنامه  ۱۲۹۳ شورای امنیت سازمان ملل متحد که در تاریخ ۳۱ مارس ۲۰۰۰ تصویب شد، سندی بین‌المللی دربارهٔ بررسی وضعیت میان عراق و کویت است. این قطعنامه طی نشست ۴۱۲۳ام با ۱۵ رای موافق، ۰ مخالف و ۰ ممتنع تصویب شد.